# طواف الإمارات للسيدات 2024
طواف الإمارات للسيدات 2024 هو سباق دراجات هوائية، وهو الموسم الثاني من طواف الإمارات للسيدات ‏، وأقيم خلال الفترة من 8 فبراير 2024، وحتى 11 فبراير 2024 ضمن سباقات طواف العالم للدراجات للسيدات 2024، وشارك فيه  114 متسابقاً ووصل إلى نهايته  114 متسابقاً.
فاز بالمركز الأول وفي تصنيف السرعة لوت كوبيكي، وفاز في ترتيب النقاط للشباب وبالمركز الثاني، وتصدر تصنيف طواف العالم Neve Bradbury ‏، وفاز بالمركز الثالث مارغريتا فيكتوريا غارسيا، وفاز في ترتيب النقاط لورينا ويبيس، وفاز في ترتيب الفرق كانيون–إس آر إيه إم ريسينغ 2024 ‏.

## الفرق
| فرق سيدات عالمية (13)- كانيون–إس آر إيه إم ريسينغ 2024 ‏ - Ceratizit Pro Cycling ‏ - FDJ–Suez ‏ - بلانتور بورا سيلينج تيم ‏ - رالي سايكلنج 2024 ‏ - Lidl–Trek (women's team) ‏ - Liv AlUla Jayco ‏ - موفيستار للسيدات ‏ - فريق كوجياس ميتلر لوك برو للدراجات ‏ - فريق سنويب للسيدات ‏ - إس دي وركس ‏ - يو أي أيه تيم 2024 ‏ - فريق أونو إكس برو للدراجات للسيدات ‏ فرق دراجات قارية سيدات (7)- Cofidis Women Team ‏ - EF Education–Oatly ‏ - لابورال كوتكسا فونداسيون يوسكادي ‏ - St. Michel–Preference Home–Auber93 (women's team) ‏ - طشقند سيتي 2024 ‏ - تيم كوب هايتك بوردكتس ‏ - توب قيرلز فسى برتولو ‏ |  |
| |  |

## المراحل
| قائمة المراحل | قائمة المراحل | قائمة المراحل                         | قائمة المراحل | قائمة المراحل | قائمة المراحل | قائمة المراحل   | قائمة المراحل |
| المرحلة       | التاريخ       | الدورة                                |               | المسافة (كم)  | الارتفاع      | الفائز بالمرحلة | القائد العام  |
| ------------- | ------------- | ------------------------------------- | ------------- | ------------- | ------------- | --------------- | ------------- |
| المرحلة 1     | 8 فبراير      | حديقة دبي المعجزة – دبيّ               | مرحلة مستوية  | 122           | 217 م         | لورينا ويبيس    | لورينا ويبيس  |
| المرحلة 2     | 9 فبراير      | مدينة المرفأ – مَـدِيْـنَـة زَايِـد         | مرحلة مستوية  | 113           | 311 م         | لورينا ويبيس    | لورينا ويبيس  |
| المرحلة 3     | 10 فبراير     | العين – جبل حفيت                      | مرحلة متوسطة  | 128           | 1٬165 م       | لوت كوبيكي      | لوت كوبيكي    |
| المرحلة 4     | 11 فبراير     | اللوفر أبو ظبي – Abu Dhabi Breakwater‏ | مرحلة مستوية  | 105           | 102 م         | Amber Kraak ‏    | لوت كوبيكي    |

## النتيجة

### مرحلة 1
هي مرحلة مستوية، أقيمت في 8 فبراير 2024، وامتدّت لمسافة 122 كيلومتر. فاز بالمركز الأول، وتصدر ترتيب النقاط والترتيب العام في نهاية المرحلة لورينا ويبيس، وتصدر ترتيب النقاط للشباب وترتيب السرعة Yanina Kuskova ‏، وتصدر ترتيب الفرق 2024 Roland ‏.
| التصنيف العام         | التصنيف العام     | التصنيف العام                                  | التصنيف العام | التصنيف العام |
| المتسابقة             | المتسابقة         | الفريق                                         | الوقت         |               |
| --------------------- | ----------------- | ---------------------------------------------- | ------------- | ------------- |
| 1                     | لورينا ويبيس      | إس دي وركس ‏                                    | 2 س 59 د 01 ث |               |
| 2                     | Rachele Barbieri ‏ | فريق سنويب للسيدات ‏                            | + 4 ث         |               |
| 3                     | كيارا كونسوني     | يو أي أيه تيم ‏                                 | + 6 ث         |               |
| 4                     | Yanina Kuskova ‏   | Tashkent City Women Professional Cycling Team ‏ | + 7 ث         |               |
| 5                     | Alice Palazzi‏     | توب قيرلز فسى برتولو ‏                          | + 7 ث         |               |
| 6                     | Loes Adegeest ‏    | FDJ–Suez ‏                                      | + 8 ث         |               |
| 7                     | Gaia Segato‏       | توب قيرلز فسى برتولو ‏                          | + 8 ث         |               |
| 8                     | لوت كوبيكي        | إس دي وركس ‏                                    | + 9 ث         |               |
| 9                     | Karlijn Swinkels ‏ | يو أي أيه تيم ‏                                 | + 9 ث         |               |
| 10                    | جورجيا بيكر       | Liv AlUla Jayco ‏                               | + 10 ث        |               |
|                       |                   |                                                |               |               |
| مصدر: ProCyclingStats |                   |                                                |               |               |

### مرحلة 2
هي مرحلة مستوية، أقيمت في 9 فبراير 2024، وامتدّت لمسافة 113 كيلومتر. فاز بالمركز الأول، وتصدر ترتيب النقاط والترتيب العام في نهاية المرحلة لورينا ويبيس، وتصدر ترتيب الفرق 2024 FDJ-Suez ‏، وتصدر ترتيب النقاط للشباب Yanina Kuskova ‏، وتصدر ترتيب السرعة لوت كوبيكي.
| التصنيف العام         | التصنيف العام     | التصنيف العام                                  | التصنيف العام | التصنيف العام |
| المتسابقة             | المتسابقة         | الفريق                                         | الوقت         |               |
| --------------------- | ----------------- | ---------------------------------------------- | ------------- | ------------- |
| 1                     | لورينا ويبيس      | إس دي وركس ‏                                    | 5 س 26 د 57 ث |               |
| 2                     | كيارا كونسوني     | يو أي أيه تيم ‏                                 | + 12 ث        |               |
| 3                     | Rachele Barbieri ‏ | فريق سنويب للسيدات ‏                            | + 16 ث        |               |
| 4                     | لوت كوبيكي        | إس دي وركس ‏                                    | + 17 ث        |               |
| 5                     | Clara Copponi ‏    | Lidl–Trek (women's team) ‏                      | + 18 ث        |               |
| 6                     | Loes Adegeest ‏    | FDJ–Suez ‏                                      | + 18 ث        |               |
| 7                     | Daria Pikulik ‏    | رالي سايكلنج ‏                                  | + 19 ث        |               |
| 8                     | Yanina Kuskova ‏   | Tashkent City Women Professional Cycling Team ‏ | + 19 ث        |               |
| 9                     | Alice Palazzi‏     | توب قيرلز فسى برتولو ‏                          | + 19 ث        |               |
| 10                    | Flora Perkins ‏    | بلانتور بورا سيلينج تيم ‏                       | + 21 ث        |               |
|                       |                   |                                                |               |               |
| مصدر: ProCyclingStats |                   |                                                |               |               |

### مرحلة 3
هي مرحلة جبلية متوسطة، أقيمت في 10 فبراير 2024، وامتدّت لمسافة 128 كيلومتر. فاز بالمركز الأول، وتصدر ترتيب السرعة والترتيب العام في نهاية المرحلة لوت كوبيكي، وتصدر ترتيب الفرق كانيون–إس آر إيه إم ريسينغ 2024 ‏، وتصدر ترتيب النقاط لورينا ويبيس، وتصدر ترتيب النقاط للشباب Neve Bradbury ‏.
| التصنيف العام         | التصنيف العام            | التصنيف العام                                      | التصنيف العام | التصنيف العام |
| المتسابقة             | المتسابقة                | الفريق                                             | الوقت         |               |
| --------------------- | ------------------------ | -------------------------------------------------- | ------------- | ------------- |
| 1                     | لوت كوبيكي               | إس دي وركس ‏                                        | 8 س 49 د 18 ث |               |
| 2                     | Neve Bradbury ‏           | كانيون–إس آر إيه إم ‏                               | + 13 ث        |               |
| 3                     | مارغريتا فيكتوريا غارسيا | Liv AlUla Jayco ‏                                   | + 44 ث        |               |
| 4                     | Gaia Realini ‏            | Lidl–Trek (women's team) ‏                          | + 59 ث        |               |
| 5                     | Marion Bunel ‏            | St. Michel–Preference Home–Auber93 (women's team) ‏ | + 1 د 16 ث    |               |
| 6                     | Pauliena Rooijakkers ‏    | بلانتور بورا سيلينج تيم ‏                           | + 1 د 20 ث    |               |
| 7                     | إليسا ونغو بورغيني       | Lidl–Trek (women's team) ‏                          | + 1 د 25 ث    |               |
| 8                     | Silvia Persico ‏          | يو أي أيه تيم ‏                                     | + 1 د 45 ث    |               |
| 9                     | Mareille Meijering ‏      | موفيستار للسيدات ‏                                  | + 1 د 45 ث    |               |
| 10                    | Ricarda Bauernfeind ‏     | كانيون–إس آر إيه إم ‏                               | + 1 د 48 ث    |               |
|                       |                          |                                                    |               |               |
| مصدر: ProCyclingStats |                          |                                                    |               |               |

### مرحلة 4
هي مرحلة مستوية، أقيمت في 11 فبراير 2024، وامتدّت لمسافة 105 كيلومتر. فاز بالمركز الأول Amber Kraak ‏، وتصدر ترتيب النقاط لورينا ويبيس، وتصدر ترتيب النقاط للشباب Neve Bradbury ‏، وتصدر ترتيب الفرق كانيون–إس آر إيه إم ريسينغ 2024 ‏، وتصدر الترتيب العام في نهاية المرحلة وترتيب السرعة لوت كوبيكي.
| التصنيف العام         | التصنيف العام            | التصنيف العام                                      | التصنيف العام  | التصنيف العام |
| المتسابقة             | المتسابقة                | الفريق                                             | الوقت          |               |
| --------------------- | ------------------------ | -------------------------------------------------- | -------------- | ------------- |
| 1                     | لوت كوبيكي               | إس دي وركس ‏                                        | 11 س 16 د 51 ث |               |
| 2                     | Neve Bradbury ‏           | كانيون–إس آر إيه إم ‏                               | + 13 ث         |               |
| 3                     | مارغريتا فيكتوريا غارسيا | Liv AlUla Jayco ‏                                   | + 44 ث         |               |
| 4                     | Gaia Realini ‏            | Lidl–Trek (women's team) ‏                          | + 59 ث         |               |
| 5                     | Marion Bunel ‏            | St. Michel–Preference Home–Auber93 (women's team) ‏ | + 1 د 16 ث     |               |
| 6                     | Pauliena Rooijakkers ‏    | بلانتور بورا سيلينج تيم ‏                           | + 1 د 20 ث     |               |
| 7                     | إليسا ونغو بورغيني       | Lidl–Trek (women's team) ‏                          | + 1 د 25 ث     |               |
| 8                     | Silvia Persico ‏          | يو أي أيه تيم ‏                                     | + 1 د 45 ث     |               |
| 9                     | Mareille Meijering ‏      | موفيستار للسيدات ‏                                  | + 1 د 45 ث     |               |
| 10                    | Ricarda Bauernfeind ‏     | كانيون–إس آر إيه إم ‏                               | + 1 د 48 ث     |               |
|                       |                          |                                                    |                |               |
| مصدر: ProCyclingStats |                          |                                                    |                |               |

## المشاركون
| Lidl–Trek (women's team) ‏ LTK | Lidl–Trek (women's team) ‏ LTK | Lidl–Trek (women's team) ‏ LTK |
| ----------------------------- | ----------------------------- | ----------------------------- |
| م                             | عداء                          | مرتبة                         |
| 1                             | إليسا ونغو بورغيني (طريق)     | 7                             |
| 2                             | Clara Copponi ‏                | 67                            |
| 3                             | Elynor Bäckstedt ‏             | لم يكمل السباق                |
| 4                             | ليزا كلاين                    | 63                            |
| 5                             | Gaia Realini ‏                 | 4                             |
| 6                             | Izzy Sharp (cyclist) ‏         | 113                           |

| إس دي وركس ‏ SDW | إس دي وركس ‏ SDW   | إس دي وركس ‏ SDW |
| --------------- | ----------------- | --------------- |
| م               | عداء              | مرتبة           |
| 11              | لوت كوبيكي (طريق) | 1               |
| 12              | Femke Gerritse ‏   | 49              |
| 13              | باربرا جوارشي     | 89              |
| 14              | فيمكا ماركوس      | 94              |
| 16              | لورينا ويبيس      | 64              |

| كانيون–إس آر إيه إم ‏ CSR | كانيون–إس آر إيه إم ‏ CSR  | كانيون–إس آر إيه إم ‏ CSR |
| ------------------------ | ------------------------- | ------------------------ |
| م                        | عداء                      | مرتبة                    |
| 21                       | تيفاني كرومويل            | 37                       |
| 22                       | Ricarda Bauernfeind ‏      | 10                       |
| 23                       | Neve Bradbury ‏            | 2                        |
| 24                       | Justyna Czapla ‏           | 60                       |
| 25                       | Agnieszka Skalniak-Sójka ‏ | 19                       |
| 26                       | Alice Towers ‏             | 27                       |

| يو أي أيه تيم ‏ UAD | يو أي أيه تيم ‏ UAD | يو أي أيه تيم ‏ UAD |
| ------------------ | ------------------ | ------------------ |
| م                  | عداء               | مرتبة              |
| 31                 | Silvia Persico ‏    | 8                  |
| 32                 | Alena Ivanchenko ‏  | 51                 |
| 33                 | كيارا كونسوني      | 65                 |
| 34                 | إيريكا ماجندي      | 16                 |
| 35                 | Tereza Neumanová ‏  | 84                 |
| 36                 | Karlijn Swinkels ‏  | 13                 |

| موفيستار للسيدات ‏ MOV | موفيستار للسيدات ‏ MOV | موفيستار للسيدات ‏ MOV |
| --------------------- | --------------------- | --------------------- |
| م                     | عداء                  | مرتبة                 |
| 41                    | أود بيانيك            | 57                    |
| 42                    | Emma Norsgaard        | 91                    |
| 43                    | Mareille Meijering ‏   | 9                     |
| 44                    | Laura Ruiz Pérez ‏     | 78                    |
| 45                    | Lucia Ruiz Pérez ‏     | 73                    |
| 46                    | Claire Steels ‏        | 56                    |

| FDJ–Suez ‏ FST | FDJ–Suez ‏ FST      | FDJ–Suez ‏ FST |
| ------------- | ------------------ | ------------- |
| م             | عداء               | مرتبة         |
| 51            | Loes Adegeest ‏     | 20            |
| 52            | Nina Buijsman ‏     | 28            |
| 53            | Vittoria Guazzini ‏ | 70            |
| 54            | Amber Kraak ‏       | 39            |
| 55            | Marie Le Net ‏      | 68            |
| 56            | غلاديس فيرهلست ‏    | 35            |

| فريق سنويب للسيدات ‏ DFP | فريق سنويب للسيدات ‏ DFP | فريق سنويب للسيدات ‏ DFP |
| ----------------------- | ----------------------- | ----------------------- |
| م                       | عداء                    | مرتبة                   |
| 61                      | Rachele Barbieri ‏       | 105                     |
| 62                      | فايفر جورجي (طريق)      | 15                      |
| 63                      | Daniek Hengeveld ‏       | 97                      |
| 65                      | Becky Storrie ‏          | 14                      |
| 66                      | Elise Uijen ‏            | 98                      |

| Liv AlUla Jayco ‏ LAJ | Liv AlUla Jayco ‏ LAJ            | Liv AlUla Jayco ‏ LAJ |
| -------------------- | ------------------------------- | -------------------- |
| م                    | عداء                            | مرتبة                |
| 71                   | مارغريتا فيكتوريا غارسيا (طريق) | 3                    |
| 72                   | جورجيا بيكر                     | 90                   |
| 73                   | Teniel Campbell ‏                | 104                  |
| 74                   | Jeanne Korevaar ‏                | 47                   |
| 75                   | ليتيزيا باتيرنوستر              | 85                   |
| 76                   | Silke Smulders ‏                 | 29                   |

| بلانتور بورا سيلينج تيم ‏ FED | بلانتور بورا سيلينج تيم ‏ FED | بلانتور بورا سيلينج تيم ‏ FED |
| ---------------------------- | ---------------------------- | ---------------------------- |
| م                            | عداء                         | مرتبة                        |
| 81                           | Millie Couzens ‏              | 62                           |
| 82                           | Flora Perkins ‏               | 41                           |
| 83                           | Pauliena Rooijakkers ‏        | 6                            |
| 84                           | Carina Schrempf ‏ (طريق)      | 36                           |
| 85                           | Petra Stiasny ‏               | 17                           |
| 86                           | صوفي رايت                    | 102                          |

| Ceratizit Pro Cycling ‏ WNT | Ceratizit Pro Cycling ‏ WNT | Ceratizit Pro Cycling ‏ WNT |
| -------------------------- | -------------------------- | -------------------------- |
| م                          | عداء                       | مرتبة                      |
| 92                         | Arianna Fidanza ‏           | 34                         |
| 93                         | Martina Fidanza ‏           | 114                        |
| 94                         | Marta Jaskulska ‏           | 21                         |
| 95                         | Kathrin Schweinberger ‏     | 74                         |
| 96                         | Lea Lin Teutenberg ‏        | 88                         |

| فريق كوجياس ميتلر لوك برو للدراجات ‏ CGS | فريق كوجياس ميتلر لوك برو للدراجات ‏ CGS | فريق كوجياس ميتلر لوك برو للدراجات ‏ CGS |
| --------------------------------------- | --------------------------------------- | --------------------------------------- |
| م                                       | عداء                                    | مرتبة                                   |
| 101                                     | Maggie Coles-Lyster ‏                    | 71                                      |
| 102                                     | Sofia Collinelli ‏                       | 108                                     |
| 103                                     | تمارا بالابولينا ‏ (طريق)                | 38                                      |
| 104                                     | Elena Hartmann ‏                         | 31                                      |
| 105                                     | Sylvie Swinkels ‏                        | 80                                      |
| 106                                     | Giorgia Vettorello ‏                     | 46                                      |

| فريق أونو إكس برو للدراجات للسيدات ‏ UXM | فريق أونو إكس برو للدراجات للسيدات ‏ UXM | فريق أونو إكس برو للدراجات للسيدات ‏ UXM |
| --------------------------------------- | --------------------------------------- | --------------------------------------- |
| م                                       | عداء                                    | مرتبة                                   |
| 111                                     | Anniina Ahtosalo ‏ (طريق)                | 107                                     |
| 112                                     | Teuntje Beekhuis ‏                       | 54                                      |
| 113                                     | Simone Boilard ‏                         | 23                                      |
| 114                                     | ماريا جوليا كونفالونيري                 | 44                                      |
| 115                                     | Wilma Olausson ‏                         | 96                                      |
| 116                                     | Marte Berg Edseth ‏                      | 30                                      |

| EF Education–Oatly ‏ EFC | EF Education–Oatly ‏ EFC | EF Education–Oatly ‏ EFC |
| ----------------------- | ----------------------- | ----------------------- |
| م                       | عداء                    | مرتبة                   |
| 121                     | أليسون جاكسون (طريق)    | 43                      |
| 122                     | Megan Armitage ‏         | 24                      |
| 123                     | Letizia Borghesi ‏       | 72                      |
| 125                     | نينا كيسلر              | 61                      |
| 126                     | Elizabeth Stannard ‏     | 101                     |

| رالي سايكلنج ‏ HPH | رالي سايكلنج ‏ HPH  | رالي سايكلنج ‏ HPH |
| ----------------- | ------------------ | ----------------- |
| م                 | عداء               | مرتبة             |
| 131               | Maëlle Grossetête ‏ | 55                |
| 132               | رومي كاسبر         | 25                |
| 133               | Daria Pikulik ‏     | 66                |
| 134               | Wiktoria Pikulik ‏  | 99                |
| 135               | Silvia Zanardi ‏    | 82                |
| 136               | Linda Zanetti ‏     | 40                |

| St. Michel–Preference Home–Auber93 (women's team) ‏ AUB | St. Michel–Preference Home–Auber93 (women's team) ‏ AUB | St. Michel–Preference Home–Auber93 (women's team) ‏ AUB |
| ------------------------------------------------------ | ------------------------------------------------------ | ------------------------------------------------------ |
| م                                                      | عداء                                                   | مرتبة                                                  |
| 141                                                    | Alison Avoine ‏                                         | 95                                                     |
| 142                                                    | Marion Borras ‏                                         | 83                                                     |
| 143                                                    | Marion Bunel ‏                                          | 5                                                      |
| 144                                                    | روكسان فورنييه                                         | 100                                                    |
| 145                                                    | Victorie Guilman ‏                                      | 18                                                     |
| 146                                                    | Dilyxine Miermont ‏                                     | 11                                                     |

| Cofidis Women Team ‏ COF | Cofidis Women Team ‏ COF | Cofidis Women Team ‏ COF |
| ----------------------- | ----------------------- | ----------------------- |
| م                       | عداء                    | مرتبة                   |
| 151                     | Martina Alzini ‏         | 79                      |
| 152                     | Alana Castrique ‏        | 87                      |
| 153                     | Morgane Coston ‏         | 26                      |
| 154                     | فالنتاين فورتين         | 106                     |
| 155                     | هانا لودفيغ             | 12                      |
| 156                     | كيرستي فان هافتن        | 110                     |

| تيم كوب هايتك بوردكتس ‏ HPU | تيم كوب هايتك بوردكتس ‏ HPU | تيم كوب هايتك بوردكتس ‏ HPU |
| -------------------------- | -------------------------- | -------------------------- |
| م                          | عداء                       | مرتبة                      |
| 161                        | Monica Greenwood ‏          | 50                         |
| 162                        | Sigrid Ytterhus Haugset ‏   | 32                         |
| 163                        | NOR                        | 52                         |
| 164                        | April Tacey ‏               | 81                         |
| 165                        | Aidi Gerde Tuisk ‏          | 112                        |
| 166                        | Eline Van Rooijen ‏         | 76                         |

| لابورال كوتكسا فونداسيون يوسكادي ‏ LKF | لابورال كوتكسا فونداسيون يوسكادي ‏ LKF | لابورال كوتكسا فونداسيون يوسكادي ‏ LKF |
| ------------------------------------- | ------------------------------------- | ------------------------------------- |
| م                                     | عداء                                  | مرتبة                                 |
| 171                                   | Idoia Eraso ‏                          | 53                                    |
| 172                                   | Usoa Ostolaza ‏                        | 22                                    |
| 173                                   | Debora Silvestri ‏                     | 42                                    |
| 174                                   | Alba Teruel Ribes ‏                    | 109                                   |
| 175                                   | Laura Tomasi ‏                         | 75                                    |
| 176                                   | Cristina Tonetti ‏                     | 92                                    |

| Tashkent City Women Professional Cycling Team ‏ TCW | Tashkent City Women Professional Cycling Team ‏ TCW | Tashkent City Women Professional Cycling Team ‏ TCW |
| -------------------------------------------------- | -------------------------------------------------- | -------------------------------------------------- |
| م                                                  | عداء                                               | مرتبة                                              |
| 181                                                | Madina Kakhkhorova‏                                 | 58                                                 |
| 182                                                | Anna Kuskova‏                                       | 103                                                |
| 183                                                | Nafosat Kozieva‏                                    | 59                                                 |
| 184                                                | Yanina Kuskova ‏                                    | 33                                                 |
| 185                                                | Margarita Misyurina‏                                | 111                                                |
| 186                                                | أولغا زابيلينسكايا                                 | 45                                                 |

| توب قيرلز فسى برتولو ‏ TOP | توب قيرلز فسى برتولو ‏ TOP | توب قيرلز فسى برتولو ‏ TOP |
| ------------------------- | ------------------------- | ------------------------- |
| م                         | عداء                      | مرتبة                     |
| 191                       | Giorgia Bariani ‏          | 77                        |
| 193                       | Iris Monticolo ‏           | 86                        |
| 194                       | Alice Palazzi‏             | 69                        |
| 195                       | Chiara Reghini‏            | 93                        |
| 196                       | Gaia Segato‏               | 48                        |

| Lidl–Trek (women's team) ‏ LTK | Lidl–Trek (women's team) ‏ LTK | Lidl–Trek (women's team) ‏ LTK |
| ----------------------------- | ----------------------------- | ----------------------------- |
| م                             | عداء                          | مرتبة                         |
| 1                             | إليسا ونغو بورغيني (طريق)     | 7                             |
| 2                             | Clara Copponi ‏                | 67                            |
| 3                             | Elynor Bäckstedt ‏             | لم يكمل السباق                |
| 4                             | ليزا كلاين                    | 63                            |
| 5                             | Gaia Realini ‏                 | 4                             |
| 6                             | Izzy Sharp (cyclist) ‏         | 113                           |

| إس دي وركس ‏ SDW | إس دي وركس ‏ SDW   | إس دي وركس ‏ SDW |
| --------------- | ----------------- | --------------- |
| م               | عداء              | مرتبة           |
| 11              | لوت كوبيكي (طريق) | 1               |
| 12              | Femke Gerritse ‏   | 49              |
| 13              | باربرا جوارشي     | 89              |
| 14              | فيمكا ماركوس      | 94              |
| 16              | لورينا ويبيس      | 64              |

| كانيون–إس آر إيه إم ‏ CSR | كانيون–إس آر إيه إم ‏ CSR  | كانيون–إس آر إيه إم ‏ CSR |
| ------------------------ | ------------------------- | ------------------------ |
| م                        | عداء                      | مرتبة                    |
| 21                       | تيفاني كرومويل            | 37                       |
| 22                       | Ricarda Bauernfeind ‏      | 10                       |
| 23                       | Neve Bradbury ‏            | 2                        |
| 24                       | Justyna Czapla ‏           | 60                       |
| 25                       | Agnieszka Skalniak-Sójka ‏ | 19                       |
| 26                       | Alice Towers ‏             | 27                       |

| يو أي أيه تيم ‏ UAD | يو أي أيه تيم ‏ UAD | يو أي أيه تيم ‏ UAD |
| ------------------ | ------------------ | ------------------ |
| م                  | عداء               | مرتبة              |
| 31                 | Silvia Persico ‏    | 8                  |
| 32                 | Alena Ivanchenko ‏  | 51                 |
| 33                 | كيارا كونسوني      | 65                 |
| 34                 | إيريكا ماجندي      | 16                 |
| 35                 | Tereza Neumanová ‏  | 84                 |
| 36                 | Karlijn Swinkels ‏  | 13                 |

| موفيستار للسيدات ‏ MOV | موفيستار للسيدات ‏ MOV | موفيستار للسيدات ‏ MOV |
| --------------------- | --------------------- | --------------------- |
| م                     | عداء                  | مرتبة                 |
| 41                    | أود بيانيك            | 57                    |
| 42                    | Emma Norsgaard        | 91                    |
| 43                    | Mareille Meijering ‏   | 9                     |
| 44                    | Laura Ruiz Pérez ‏     | 78                    |
| 45                    | Lucia Ruiz Pérez ‏     | 73                    |
| 46                    | Claire Steels ‏        | 56                    |

| FDJ–Suez ‏ FST | FDJ–Suez ‏ FST      | FDJ–Suez ‏ FST |
| ------------- | ------------------ | ------------- |
| م             | عداء               | مرتبة         |
| 51            | Loes Adegeest ‏     | 20            |
| 52            | Nina Buijsman ‏     | 28            |
| 53            | Vittoria Guazzini ‏ | 70            |
| 54            | Amber Kraak ‏       | 39            |
| 55            | Marie Le Net ‏      | 68            |
| 56            | غلاديس فيرهلست ‏    | 35            |

| فريق سنويب للسيدات ‏ DFP | فريق سنويب للسيدات ‏ DFP | فريق سنويب للسيدات ‏ DFP |
| ----------------------- | ----------------------- | ----------------------- |
| م                       | عداء                    | مرتبة                   |
| 61                      | Rachele Barbieri ‏       | 105                     |
| 62                      | فايفر جورجي (طريق)      | 15                      |
| 63                      | Daniek Hengeveld ‏       | 97                      |
| 65                      | Becky Storrie ‏          | 14                      |
| 66                      | Elise Uijen ‏            | 98                      |

| Liv AlUla Jayco ‏ LAJ | Liv AlUla Jayco ‏ LAJ            | Liv AlUla Jayco ‏ LAJ |
| -------------------- | ------------------------------- | -------------------- |
| م                    | عداء                            | مرتبة                |
| 71                   | مارغريتا فيكتوريا غارسيا (طريق) | 3                    |
| 72                   | جورجيا بيكر                     | 90                   |
| 73                   | Teniel Campbell ‏                | 104                  |
| 74                   | Jeanne Korevaar ‏                | 47                   |
| 75                   | ليتيزيا باتيرنوستر              | 85                   |
| 76                   | Silke Smulders ‏                 | 29                   |

| بلانتور بورا سيلينج تيم ‏ FED | بلانتور بورا سيلينج تيم ‏ FED | بلانتور بورا سيلينج تيم ‏ FED |
| ---------------------------- | ---------------------------- | ---------------------------- |
| م                            | عداء                         | مرتبة                        |
| 81                           | Millie Couzens ‏              | 62                           |
| 82                           | Flora Perkins ‏               | 41                           |
| 83                           | Pauliena Rooijakkers ‏        | 6                            |
| 84                           | Carina Schrempf ‏ (طريق)      | 36                           |
| 85                           | Petra Stiasny ‏               | 17                           |
| 86                           | صوفي رايت                    | 102                          |

| Ceratizit Pro Cycling ‏ WNT | Ceratizit Pro Cycling ‏ WNT | Ceratizit Pro Cycling ‏ WNT |
| -------------------------- | -------------------------- | -------------------------- |
| م                          | عداء                       | مرتبة                      |
| 92                         | Arianna Fidanza ‏           | 34                         |
| 93                         | Martina Fidanza ‏           | 114                        |
| 94                         | Marta Jaskulska ‏           | 21                         |
| 95                         | Kathrin Schweinberger ‏     | 74                         |
| 96                         | Lea Lin Teutenberg ‏        | 88                         |

| فريق كوجياس ميتلر لوك برو للدراجات ‏ CGS | فريق كوجياس ميتلر لوك برو للدراجات ‏ CGS | فريق كوجياس ميتلر لوك برو للدراجات ‏ CGS |
| --------------------------------------- | --------------------------------------- | --------------------------------------- |
| م                                       | عداء                                    | مرتبة                                   |
| 101                                     | Maggie Coles-Lyster ‏                    | 71                                      |
| 102                                     | Sofia Collinelli ‏                       | 108                                     |
| 103                                     | تمارا بالابولينا ‏ (طريق)                | 38                                      |
| 104                                     | Elena Hartmann ‏                         | 31                                      |
| 105                                     | Sylvie Swinkels ‏                        | 80                                      |
| 106                                     | Giorgia Vettorello ‏                     | 46                                      |

| فريق أونو إكس برو للدراجات للسيدات ‏ UXM | فريق أونو إكس برو للدراجات للسيدات ‏ UXM | فريق أونو إكس برو للدراجات للسيدات ‏ UXM |
| --------------------------------------- | --------------------------------------- | --------------------------------------- |
| م                                       | عداء                                    | مرتبة                                   |
| 111                                     | Anniina Ahtosalo ‏ (طريق)                | 107                                     |
| 112                                     | Teuntje Beekhuis ‏                       | 54                                      |
| 113                                     | Simone Boilard ‏                         | 23                                      |
| 114                                     | ماريا جوليا كونفالونيري                 | 44                                      |
| 115                                     | Wilma Olausson ‏                         | 96                                      |
| 116                                     | Marte Berg Edseth ‏                      | 30                                      |

| EF Education–Oatly ‏ EFC | EF Education–Oatly ‏ EFC | EF Education–Oatly ‏ EFC |
| ----------------------- | ----------------------- | ----------------------- |
| م                       | عداء                    | مرتبة                   |
| 121                     | أليسون جاكسون (طريق)    | 43                      |
| 122                     | Megan Armitage ‏         | 24                      |
| 123                     | Letizia Borghesi ‏       | 72                      |
| 125                     | نينا كيسلر              | 61                      |
| 126                     | Elizabeth Stannard ‏     | 101                     |

| رالي سايكلنج ‏ HPH | رالي سايكلنج ‏ HPH  | رالي سايكلنج ‏ HPH |
| ----------------- | ------------------ | ----------------- |
| م                 | عداء               | مرتبة             |
| 131               | Maëlle Grossetête ‏ | 55                |
| 132               | رومي كاسبر         | 25                |
| 133               | Daria Pikulik ‏     | 66                |
| 134               | Wiktoria Pikulik ‏  | 99                |
| 135               | Silvia Zanardi ‏    | 82                |
| 136               | Linda Zanetti ‏     | 40                |

| St. Michel–Preference Home–Auber93 (women's team) ‏ AUB | St. Michel–Preference Home–Auber93 (women's team) ‏ AUB | St. Michel–Preference Home–Auber93 (women's team) ‏ AUB |
| ------------------------------------------------------ | ------------------------------------------------------ | ------------------------------------------------------ |
| م                                                      | عداء                                                   | مرتبة                                                  |
| 141                                                    | Alison Avoine ‏                                         | 95                                                     |
| 142                                                    | Marion Borras ‏                                         | 83                                                     |
| 143                                                    | Marion Bunel ‏                                          | 5                                                      |
| 144                                                    | روكسان فورنييه                                         | 100                                                    |
| 145                                                    | Victorie Guilman ‏                                      | 18                                                     |
| 146                                                    | Dilyxine Miermont ‏                                     | 11                                                     |

| Cofidis Women Team ‏ COF | Cofidis Women Team ‏ COF | Cofidis Women Team ‏ COF |
| ----------------------- | ----------------------- | ----------------------- |
| م                       | عداء                    | مرتبة                   |
| 151                     | Martina Alzini ‏         | 79                      |
| 152                     | Alana Castrique ‏        | 87                      |
| 153                     | Morgane Coston ‏         | 26                      |
| 154                     | فالنتاين فورتين         | 106                     |
| 155                     | هانا لودفيغ             | 12                      |
| 156                     | كيرستي فان هافتن        | 110                     |

| تيم كوب هايتك بوردكتس ‏ HPU | تيم كوب هايتك بوردكتس ‏ HPU | تيم كوب هايتك بوردكتس ‏ HPU |
| -------------------------- | -------------------------- | -------------------------- |
| م                          | عداء                       | مرتبة                      |
| 161                        | Monica Greenwood ‏          | 50                         |
| 162                        | Sigrid Ytterhus Haugset ‏   | 32                         |
| 163                        | NOR                        | 52                         |
| 164                        | April Tacey ‏               | 81                         |
| 165                        | Aidi Gerde Tuisk ‏          | 112                        |
| 166                        | Eline Van Rooijen ‏         | 76                         |

| لابورال كوتكسا فونداسيون يوسكادي ‏ LKF | لابورال كوتكسا فونداسيون يوسكادي ‏ LKF | لابورال كوتكسا فونداسيون يوسكادي ‏ LKF |
| ------------------------------------- | ------------------------------------- | ------------------------------------- |
| م                                     | عداء                                  | مرتبة                                 |
| 171                                   | Idoia Eraso ‏                          | 53                                    |
| 172                                   | Usoa Ostolaza ‏                        | 22                                    |
| 173                                   | Debora Silvestri ‏                     | 42                                    |
| 174                                   | Alba Teruel Ribes ‏                    | 109                                   |
| 175                                   | Laura Tomasi ‏                         | 75                                    |
| 176                                   | Cristina Tonetti ‏                     | 92                                    |

| Tashkent City Women Professional Cycling Team ‏ TCW | Tashkent City Women Professional Cycling Team ‏ TCW | Tashkent City Women Professional Cycling Team ‏ TCW |
| -------------------------------------------------- | -------------------------------------------------- | -------------------------------------------------- |
| م                                                  | عداء                                               | مرتبة                                              |
| 181                                                | Madina Kakhkhorova‏                                 | 58                                                 |
| 182                                                | Anna Kuskova‏                                       | 103                                                |
| 183                                                | Nafosat Kozieva‏                                    | 59                                                 |
| 184                                                | Yanina Kuskova ‏                                    | 33                                                 |
| 185                                                | Margarita Misyurina‏                                | 111                                                |
| 186                                                | أولغا زابيلينسكايا                                 | 45                                                 |

| توب قيرلز فسى برتولو ‏ TOP | توب قيرلز فسى برتولو ‏ TOP | توب قيرلز فسى برتولو ‏ TOP |
| ------------------------- | ------------------------- | ------------------------- |
| م                         | عداء                      | مرتبة                     |
| 191                       | Giorgia Bariani ‏          | 77                        |
| 193                       | Iris Monticolo ‏           | 86                        |
| 194                       | Alice Palazzi‏             | 69                        |
| 195                       | Chiara Reghini‏            | 93                        |
| 196                       | Gaia Segato‏               | 48                        |

## التصنيف العام النهائي
| التصنيف العام         | التصنيف العام            | التصنيف العام                                      | التصنيف العام  | التصنيف العام |
| المتسابقة             | المتسابقة                | الفريق                                             | الوقت          |               |
| --------------------- | ------------------------ | -------------------------------------------------- | -------------- | ------------- |
| 1                     | لوت كوبيكي               | إس دي وركس ‏                                        | 11 س 16 د 51 ث |               |
| 2                     | Neve Bradbury ‏           | كانيون–إس آر إيه إم ‏                               | + 13 ث         |               |
| 3                     | مارغريتا فيكتوريا غارسيا | Liv AlUla Jayco ‏                                   | + 44 ث         |               |
| 4                     | Gaia Realini ‏            | Lidl–Trek (women's team) ‏                          | + 59 ث         |               |
| 5                     | Marion Bunel ‏            | St. Michel–Preference Home–Auber93 (women's team) ‏ | + 1 د 16 ث     |               |
| 6                     | Pauliena Rooijakkers ‏    | بلانتور بورا سيلينج تيم ‏                           | + 1 د 20 ث     |               |
| 7                     | إليسا ونغو بورغيني       | Lidl–Trek (women's team) ‏                          | + 1 د 25 ث     |               |
| 8                     | Silvia Persico ‏          | يو أي أيه تيم ‏                                     | + 1 د 45 ث     |               |
| 9                     | Mareille Meijering ‏      | موفيستار للسيدات ‏                                  | + 1 د 45 ث     |               |
| 10                    | Ricarda Bauernfeind ‏     | كانيون–إس آر إيه إم ‏                               | + 1 د 48 ث     |               |
|                       |                          |                                                    |                |               |
| مصدر: ProCyclingStats |                          |                                                    |                |               |

### تصنيف النقاط
| تصنيف النقاط          | تصنيف النقاط      | تصنيف النقاط              | تصنيف النقاط | تصنيف النقاط |
| المتسابقة             | المتسابقة         | الفريق                    | النقاط       |              |
| --------------------- | ----------------- | ------------------------- | ------------ | ------------ |
| 1                     | لورينا ويبيس      | إس دي وركس ‏               | 62 نقطة      |              |
| 2                     | لوت كوبيكي        | إس دي وركس ‏               | 39 نقطة      |              |
| 3                     | كيارا كونسوني     | يو أي أيه تيم ‏            | 37 نقطة      |              |
| 4                     | Amber Kraak ‏      | FDJ–Suez ‏                 | 26 نقطة      |              |
| 5                     | Daria Pikulik ‏    | رالي سايكلنج ‏             | 26 نقطة      |              |
| 6                     | Rachele Barbieri ‏ | فريق سنويب للسيدات ‏       | 21 نقطة      |              |
| 7                     | جورجيا بيكر       | Liv AlUla Jayco ‏          | 18 نقطة      |              |
| 8                     | Monica Greenwood ‏ | تيم كوب هايتك بوردكتس ‏    | 16 نقطة      |              |
| 9                     | Neve Bradbury ‏    | كانيون–إس آر إيه إم ‏      | 16 نقطة      |              |
| 10                    | Clara Copponi ‏    | Lidl–Trek (women's team) ‏ | 15 نقطة      |              |
|                       |                   |                           |              |              |
| مصدر: ProCyclingStats |                   |                           |              |              |

## تصنيف الفرق

### الفرق حسب الوقت
| تصنيف الفرق حسب الوقت | تصنيف الفرق حسب الوقت                              | تصنيف الفرق حسب الوقت | تصنيف الفرق حسب الوقت |
| الفريق                | الفريق                                             | الوقت                 |                       |
| --------------------- | -------------------------------------------------- | --------------------- | --------------------- |
| 1                     | كانيون–إس آر إيه إم ‏                               | 33 س 56 د 10 ث        |                       |
| 2                     | St. Michel–Preference Home–Auber93 (women's team) ‏ | + 49 ث                |                       |
| 3                     | يو أي أيه تيم ‏                                     | + 1 د 53 ث            |                       |
| 4                     | بلانتور بورا سيلينج تيم ‏                           | + 4 د 38 ث            |                       |
| 5                     | FDJ–Suez ‏                                          | + 8 د 48 ث            |                       |
| 6                     | Liv AlUla Jayco ‏                                   | + 9 د 09 ث            |                       |
| 7                     | Lidl–Trek (women's team) ‏                          | + 9 د 13 ث            |                       |
| 8                     | فريق أونو إكس برو للدراجات للسيدات ‏                | + 11 د 59 ث           |                       |
| 9                     | فريق سنويب للسيدات ‏                                | + 13 د 39 ث           |                       |
| 10                    | Cofidis Women Team ‏                                | + 14 د 23 ث           |                       |
|                       |                                                    |                       |                       |
| مصدر: ProCyclingStats |                                                    |                       |                       |

## تصانيف فرعية

### تصنيف أفضل عداء
| تصنيف أفضل عداء       | تصنيف أفضل عداء   | تصنيف أفضل عداء                                | تصنيف أفضل عداء | تصنيف أفضل عداء |
| المتسابقة             | المتسابقة         | الفريق                                         | النقاط          |                 |
| --------------------- | ----------------- | ---------------------------------------------- | --------------- | --------------- |
| 1                     | لوت كوبيكي        | إس دي وركس ‏                                    | 17 نقطة         |                 |
| 2                     | Monica Greenwood ‏ | تيم كوب هايتك بوردكتس ‏                         | 16 نقطة         |                 |
| 3                     | Daria Pikulik ‏    | رالي سايكلنج ‏                                  | 13 نقطة         |                 |
| 4                     | Loes Adegeest ‏    | FDJ–Suez ‏                                      | 10 نقطة         |                 |
| 5                     | صوفي رايت         | بلانتور بورا سيلينج تيم ‏                       | 10 نقطة         |                 |
| 6                     | Marie Le Net ‏     | FDJ–Suez ‏                                      | 9 نقطة          |                 |
| 7                     | Yanina Kuskova ‏   | Tashkent City Women Professional Cycling Team ‏ | 8 نقطة          |                 |
| 8                     | غلاديس فيرهلست ‏   | FDJ–Suez ‏                                      | 8 نقطة          |                 |
| 9                     | Alice Palazzi‏     | توب قيرلز فسى برتولو ‏                          | 8 نقطة          |                 |
| 10                    | Amber Kraak ‏      | FDJ–Suez ‏                                      | 6 نقطة          |                 |
|                       |                   |                                                |                 |                 |
| مصدر: ProCyclingStats |                   |                                                |                 |                 |

### تصنيف أفضل شاب
| تصنيف أفضل شابة       | تصنيف أفضل شابة | تصنيف أفضل شابة                                    | تصنيف أفضل شابة | تصنيف أفضل شابة |
| المتسابقة             | المتسابقة       | الفريق                                             | الوقت           |                 |
| --------------------- | --------------- | -------------------------------------------------- | --------------- | --------------- |
| 1                     | Neve Bradbury ‏  | كانيون–إس آر إيه إم ‏                               | 11 س 17 د 04 ث  |                 |
| 2                     | Gaia Realini ‏   | Lidl–Trek (women's team) ‏                          | + 46 ث          |                 |
| 3                     | Marion Bunel ‏   | St. Michel–Preference Home–Auber93 (women's team) ‏ | + 1 د 03 ث      |                 |
| 4                     | Petra Stiasny ‏  | بلانتور بورا سيلينج تيم ‏                           | + 2 د 52 ث      |                 |
| 5                     | Alice Towers ‏   | كانيون–إس آر إيه إم ‏                               | + 4 د 20 ث      |                 |
| 6                     | Silke Smulders ‏ | Liv AlUla Jayco ‏                                   | + 4 د 48 ث      |                 |
| 7                     | Yanina Kuskova ‏ | Tashkent City Women Professional Cycling Team ‏     | + 5 د 07 ث      |                 |
| 8                     | Linda Zanetti ‏  | رالي سايكلنج ‏                                      | + 7 د 02 ث      |                 |
| 9                     | Flora Perkins ‏  | بلانتور بورا سيلينج تيم ‏                           | + 7 د 41 ث      |                 |
| 10                    | Gaia Segato‏     | توب قيرلز فسى برتولو ‏                              | + 9 د 01 ث      |                 |
|                       |                 |                                                    |                 |                 |
| مصدر: ProCyclingStats |                 |                                                    |                 |                 |

## وصلات خارجية
- الموقع الرسمي
- لمحة عن سباق طواف الإمارات للسيدات 2024 على موقع  ProCyclingStats   (برو  سايكلنج  ستاتس) - إحصاءات  محترفي  الدراجات.
- طواف الإمارات للسيدات 2024 على موقع إحصائيات الدراجات الإحترافية (الإنجليزية)